# Southwick (Northamptonshire)
Southwick is een civil parish in het bestuurlijke gebied East Northamptonshire, in het Engelse graafschap Northamptonshire met 181 inwoners.